# Villa Dora (Körnerweg)
Die Villa Dora liegt im Stadtteil Niederlößnitz der sächsischen Stadt Radebeul, im Körnerweg 10. Sie wurde Ende des 19. Jahrhunderts durch den Historiker, Museumsdirektor und Theodor Körner-Biografen Emil Peschel bewohnt, der 1898 den ehemaligen Privatweg nach dem Namen seines Lieblingsdichters benennen ließ. Sein Wohnhaus (noch als Körnerweg 6) benannte er nach seiner Ehefrau Dora.

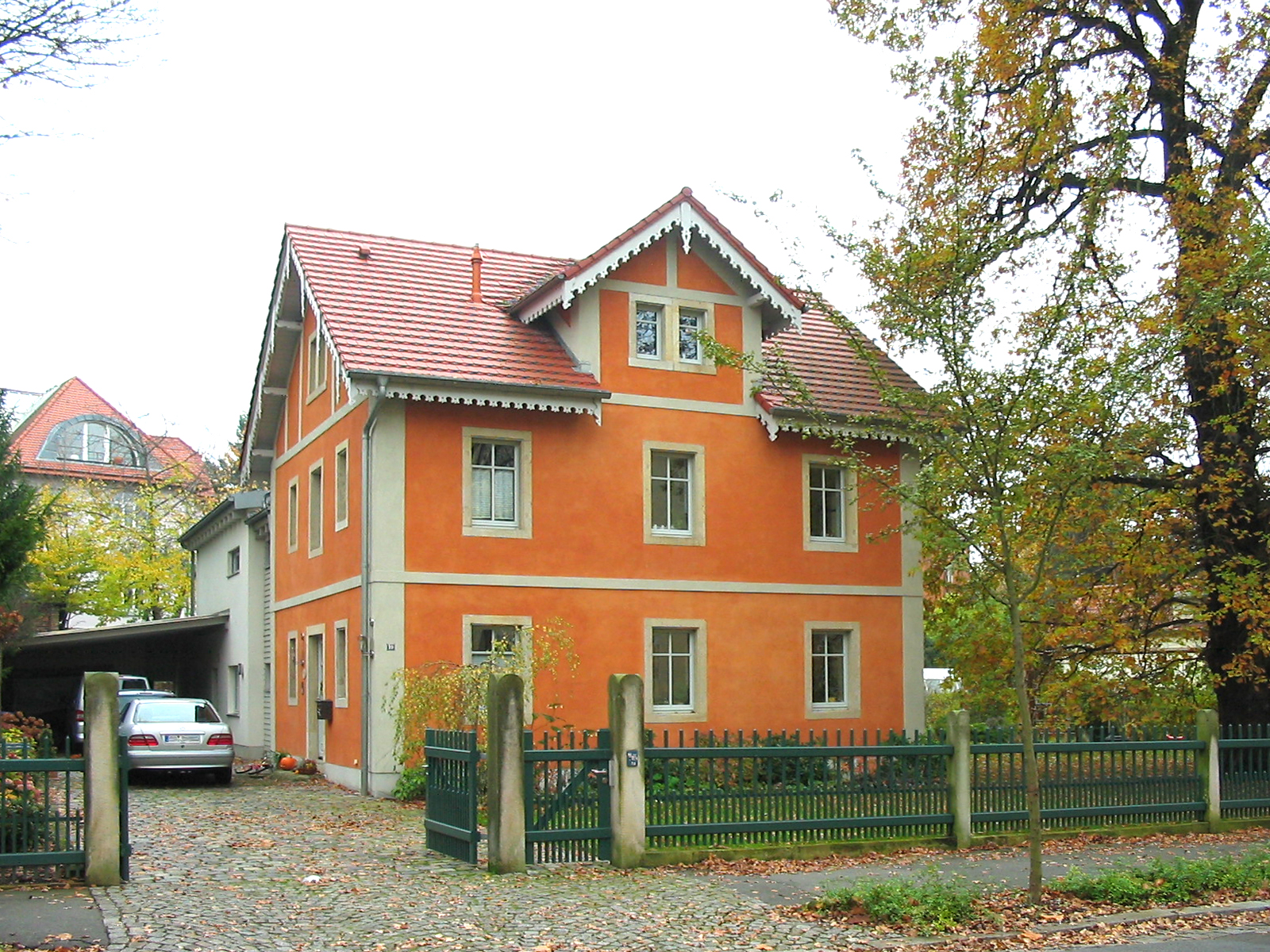
Villa Dora

## Beschreibung
Das zweigeschossige, zusammen mit der Einfriedung unter Denkmalschutz stehende Landhaus im Schweizerstil ist ein Putzbau mit einem weit vorkragenden Satteldach, das traufständig zur Straße steht. In der Straßenansicht befindet sich mittig ein Zwerchhaus.
Die Fassade ist sparsam gegliedert, unter anderem durch Ecklisenen, die Fenster sind durch Gewände aus Sandstein eingefasst. An den Ortgängen des Daches sind Hängezapfen, in der südlichen Seitenansicht befindet sich ein figürliches Medaillon.

## Geschichte
Das villenartige Landhaus wurde um 1880 errichtet. 1910 ließ der Hofrat Emil Peschel einen Dachausbau durch ein Zwerchhaus vornehmen.
Ein zwischenzeitlich hinzugekommener flacher Wirtschaftstrakt auf der Rückseite wurde bei der Sanierung des Hauses in den 2000er Jahren durch einen modernen Erweiterungsbau ersetzt.